# Arrondissement de Bruxelles (Dyle)
Pour les articles homonymes, voir Arrondissement de Bruxelles.
L'arrondissement de Bruxelles est une ancienne subdivision administrative française du département de la Dyle créée le 17 février 1800 dans le cadre de la nouvelle organisation administrative mise en place par Napoléon Ier en Belgique et supprimé le 11 avril 1814, après la chute de l'Empire.

## Composition
Il comprenait les cantons d'Anderlecht, Asse, Bruxelles (quatre cantons), Hal, la Hulpe, Lennik, Uccle, Vilvorde, Woluwe-Saint-Étienne et Wolvertem.